# Catopsilia pyranthe
Catopsilia pyranthe är en fjärilsart som först beskrevs av Carl von Linné 1758.  Catopsilia pyranthe ingår i släktet Catopsilia och familjen vitfjärilar. Arten har ej påträffats i Sverige. Inga underarter finns listade i Catalogue of Life.

## Bildgalleri

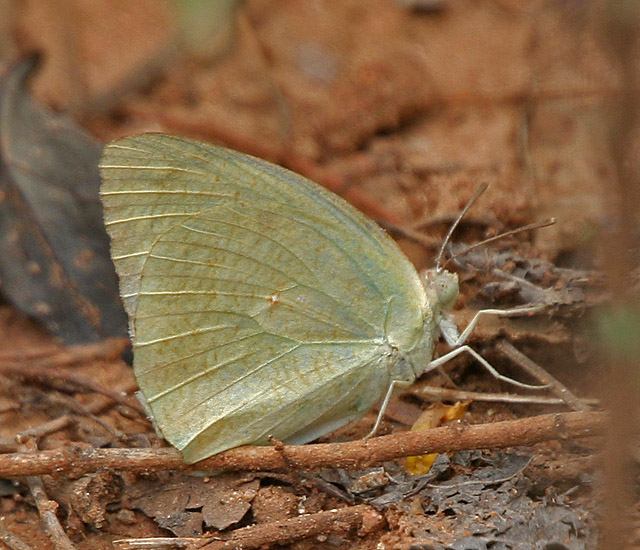
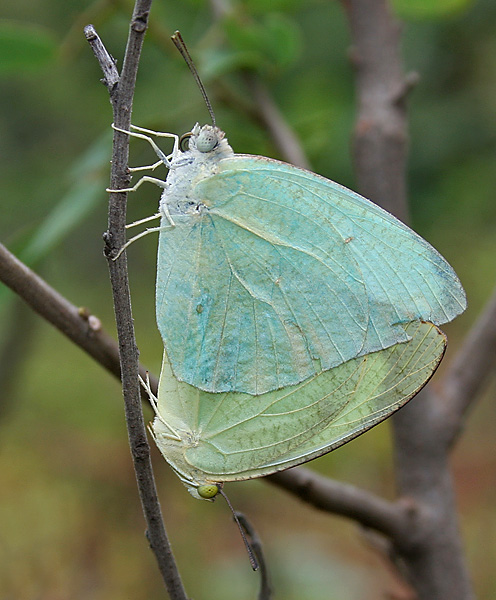
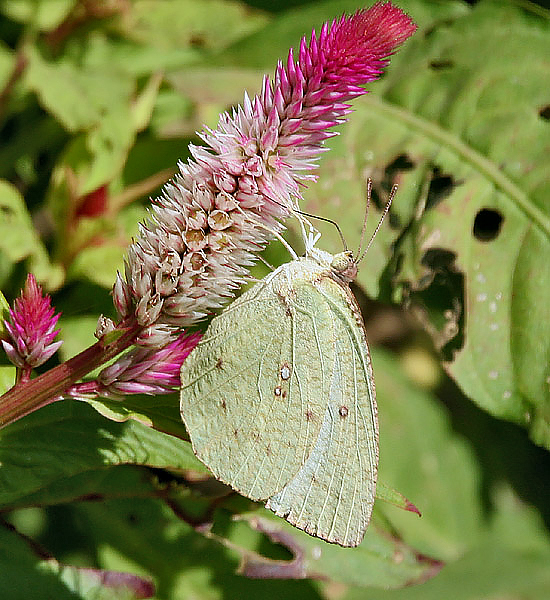
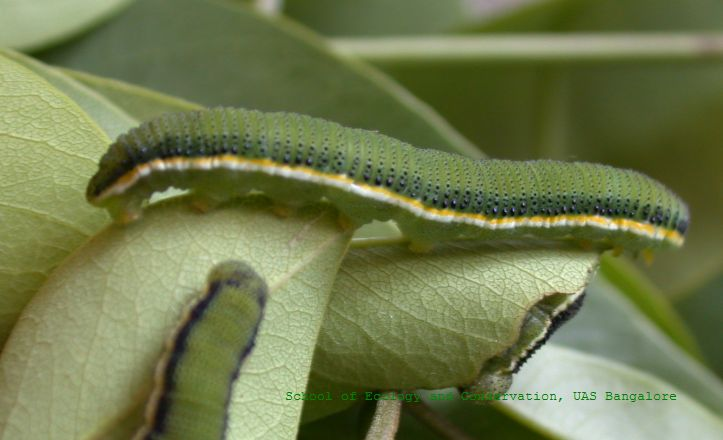
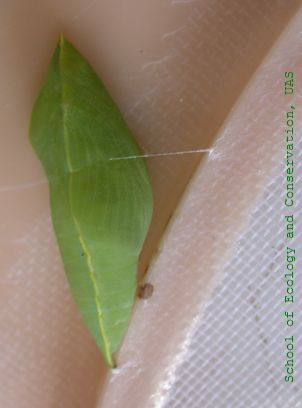